# Kylian Kaïboué
Kylian Kaïboué (* 20. srpna 1998) je francouzský profesionální fotbalista, který hraje na pozici obránce nebo záložníka za klub Amiens SC.

## Osobní život
Kaïboué se narodil ve Francii a má francouzské a alžírské občanství.

## Úspěchy
Montpellier U19
- Coupe Gambardella: 2016/17

Montpellier B
- Championnat National 3: 2018/19